# Sticht Utrecht
Het Sticht Utrecht (ook bekend als Het Sticht) was het territorium waarover de bisschoppen van Utrecht in de middeleeuwen als plaatselijk vorst (heerser) de landsheerlijkheid uitoefenden. Een sticht was een gebied waar een hoge functionaris van de Rooms-Katholieke Kerk als een abt of bisschop het wereldlijk gezag uitoefende.
Het Sticht Utrecht was van 1024 tot 1528 bestuurlijk gezien een vorstendom binnen het Heilige Roomse Rijk, waar een keizer het hoogste gezag uitoefende. De bisschop had van de keizer op grond van een feodale overeenkomst heerlijke rechten en plichten gekregen om het gebied in zijn naam te besturen als rijksvorst en graaf. Het grondgebied bestond uit :
- het Nedersticht, dat ruwweg overeenkwam met de huidige provincie Utrecht.
- het Oversticht, dat de huidige provincies Overijssel en Drenthe en de stad Groningen omvatte.

Het sticht Utrecht moet onderscheiden worden van het bisdom Utrecht, dat onderdeel uitmaakte (en maakt) van de organisatie van de Rooms-Katholieke Kerk en waarover de Utrechtse bisschop geestelijk gezag uitoefende. Het territorium van het bisdom Utrecht was veel uitgestrekter; het omvatte naast het genoemde Sticht de huidige provincies Friesland (met uitzondering van Achtkarspelen), Noord-Holland, Zuid-Holland, Zeeland (zonder westelijk Zeeuws-Vlaanderen) en Gelderland (zonder delen van het graafschap Zutphen). De buurschap Markvelde in Twente hoorde bestuurlijk bij het Sticht, maar maakte geestelijk deel uit van het bisdom Münster.

## Geschiedenis
De eerste bisschop die wereldlijk vorst van het sticht Utrecht werd was Willibrord, vanaf 703. Hij was toen aartsbisschop van de Friezen.
Karel de Grote reorganiseerde in de negende eeuw de kerkelijke indeling van de Nederlanden. Tussen deze tijd en 1559 behoorde vrijwel heel Nederland boven de grote rivieren en Zeeland tot dit bisdom, uitgezonderd de gebieden rond Groningen en oostelijk Gelderland die tot het bisdom Münster en het bisdom Osnabrück behoorden. Het bisdom was als suffragaanbisdom ingedeeld bij het aartsbisdom Keulen. Los van de kerkelijke onderhorigheid was de prins-bisschop een onafhankelijk rijksvorst.
De Utrechtse bisschoppen verwierven hun landsheerlijkheid tussen de 11e eeuw (toen zij koninklijke en grafelijke rechten kregen van de Duitse koningen) en de 13e eeuw (toen zij de feodale bestuursstructuren steeds meer vervingen door ambtelijk bestuur). Vanaf het begin van de 8e eeuw bezaten de bisschoppen op de hun geschonken allodia (eigen goederen) immuniteitsrechten, wat wil zeggen dat de koninklijke graven daarbinnen niet ambtshalve mochten optreden.
De opvolgers van Karel de Grote schonken grote delen van het rijk aan de kerkelijke vorsten om zo een tegenwicht te vormen tegen hun machtige leenmannen. Bij het Concordaat van Worms in 1122 verloor de keizer het recht om bisschoppen en abten te benoemen. Die taak kwam toe aan de geestelijkheid zelf en werd door de machtige, rijke en vrijwel altijd adellijke koorheren en kanunniken overgenomen. Een kandidaat voor een vacante bisschopszetel moest vaak kostbare beloften doen om gekozen te worden. Daardoor verzwakte de positie van de bisschop ten gunste van die van de adel.

## De groei van het prinsbisdom
Een lijst van schenkingen van goederen en rechten:
- Utrecht en Vechten (in 723 bevestigd)[2]
- Leusden en vier wouden in Eemland 777[3]
- Sint Odiliënberg
- Wildban in Drenthe 944[4]
- Goederen in Loenen en Eck 949/953[5]
- Wildernisregaal in wijde omgeving 948/953
- Muiden 975
- Goederen te Tiel en Arkel 999
- Vollenhove in 1010
- Bisschop Adelbold II werd in 1024 graaf van Drenthe en legde daarmee de basis van het Sticht. (In 1046 werden deze rechten bevestigd.)
- Bisschop Adelbold II kreeg in 1026 grafelijke rechten in Teisterbant
- In 1040 schonk keizer Hendrik III een in het graafschap Drenthe gelegen landgoed "Cruoninga" geheten aan de Sint Martinuskerk in Utrecht. De op deze plek gegroeide stad Groningen werd door een door de bisschop aangestelde, in Groningen zetelende, prefect bestuurd.
- Bisschop Bernold werd graaf aan de Oostoever der Zuiderzee in 1042 en graaf van Hamaland in 1046.
- Bisschop Willem I werd graaf van West-Friesland in 1064.
- Bisschop Koenraad van Zwaben werd graaf van Stavoren in 1077, graaf van de Oostergouw en de Westergouw in 1086 en graaf van de IJselgouw in 1086.

De bisschoppen lieten hun goederen beheren door voogden en leengraven.

## Achteruitgang van het Sticht na de twaalfde eeuw
De prins-bisschop van Utrecht was een zwakke leenheer.

Het sticht werd gemangeld tussen de ambitieuze graven van Holland en de Hertogen van Gelre enerzijds en de vaak opstandige burgers van de stad Utrecht en de twistzieke Utrechtse kasteelheren anderzijds. Wie op een kaart de bezittingen van de Utrechtse bisschop bekijkt, ziet dat hij zijn gezag vooral handhaafde door kastelen in het zuiden en oosten van de huidige provincie Utrecht te bouwen. In het Oversticht waren bijv. Vollenhove met zijn kasteel, en de stad Deventer belangrijke bestuurscentra. Het gezag van de bisschop in Drenthe was uiterst zwak.

De nederlaag die de keizer van het Heilige Roomse Rijk in de 11e en 12e eeuw tijdens de investituurstrijd tegen de paus leed, had op de lange termijn een nadelige invloed op de territoriale machtspositie van de bisschoppen in het algemeen, en die van Utrecht in het bijzonder. Daarnaast hadden prinsbisdommen een achilleshiel. Van erfelijke opvolging kon natuurlijk geen sprake zijn en de benoeming van een nieuwe bisschop was daarom altijd een gevoelige kwestie. Naburige graven en hertogen wilden zich daarin maar al te graag mengen. In theorie zou na de pauselijke overwinning van 1122 het kapittel van het bisdom – zonder inmenging van de Keizer – een kandidaat voordragen, die vervolgens door de paus kon worden bevestigd. Toen de keizer de bisschoppen niet langer meer kon benoemen, had hij er ook geen belang meer bij om de deze te ondersteunen.
In de praktijk werd het kapittel door de naburige feodale heersers zwaar onder druk gezet. Deze heren hadden niet – zoals eertijds de keizer – belang bij een intact bisdom. Integendeel, zij wilden graag delen van het bisschoppelijke gebied inpalmen.
Het waren vooral Gelre en Holland die het bisdom langzaam maar zeker zouden verzwakken. Na veel strijd en strooptochten over en weer, en in deze ook onafgeloste leningen (!) van de graaf van Gelre aan de bisschop. In 1196 moest de bisschop na weer een onafgeloste lening een overeenkomst met de graaf sluiten. Gelre nam de Veluwe in, waarmee de scheiding tussen Overijssel en Drenthe, vanaf toen het Oversticht en het Nedersticht (de huidige provincie Utrecht) definitief werd. Het werd daarna voor de bisschop van Utrecht steeds moeilijker zijn gezag te doen gelden over bijv. een leenman als de burggraaf van Coevorden of een stad als Groningen.
De Hollandse graaf Floris V ontnam de bisschop omstreeks 1270 Amstelland, Waterland, het Gooi en Woerden, wat uiteindelijk rond 1300 tot een strijd leidde waarin de bisschop omkwam en zijn met name Overijsselse legers uit elkaar geslagen werden.
Midden vijftiende eeuw slaagde bisschop David van Bourgondië er in de landen van de heren van Gaasbeek in het zuiden van het Nedersticht weer onder zijn gezag te brengen. Zelf ging hij in hun kasteel te Wijk bij Duurstede resideren.
Stad en de Ommelanden, twee staatkundige eenheden die zich als onafhankelijk van elkaar zagen, hebben zich steeds wanneer hen dat uitkwam tot het Friese verband van de Opstalboom gerekend. De identificatie met Friesland en de zogeheten Friese vrijheid waarbij geen landheer werd erkend en er een vroege vorm van democratisch zelfbestuur bestond, gaf Groningen de kans om invloed in Friesland te winnen en de Bisschop te negeren. De laatste bisschoppelijke prefect in Groningen duikt in stukken uit 1321 op.
De stad Groningen maakte zich los van het bisschoppelijk gezag en trachtte als vrije rijksstad, al was deze positie nooit door de keizer erkend, zélf het gezag in Friesland en de Ommelanden te verwerven. Later raakten Stad en Ommeland in de late 15e eeuw in de invloedssfeer van de graven van Oost Friesland en uiteindelijk in die van Bourgondië.
De opstandige Drenten versloegen in 1227 een bisschoppelijk leger door hen in een moeras bij Ane in de omgeving van Coevorden te lokken. Onder de gesneuvelde ridders was ook bisschop Otto van Lippe die, terwijl de andere edelen door de boeren met rieken en dorsvlegels werden omgebracht, met het bisschoppelijk hoofd zo diep in de modder werd gedrukt dat hij de geest gaf.
De overlevering die vertelt dat die dag 5000 Stichtse ridders en soldaten sneuvelden, zal overdreven zijn. Het waren er misschien 50 of zelfs 500. Maar de knauw die het centrale gezag in het Sticht die dag kreeg was onherstelbaar.
In 1439 claimde het steeds machtiger wordende Bourgondië het recht om beschermheer van het bisdom te zijn.
Op woensdag 21 oktober 1528 droeg bisschop Hendrik van Beieren, in het nauw gebracht door opstanden in zijn bisschopsstad en verslagen in zijn oorlog met het hertogdom Gelre, de wereldlijke macht in het Sticht en het Oversticht over aan keizer Karel V als de heerlijkheid Utrecht.

## De geschiedenis van de kerkprovincie na 1529
In 1536 werd het bestuur in deze gebieden verdeeld tussen de stadhouders en de staten in respectievelijk Utrecht, Overijssel, Drenthe en Groningen. Na de herindeling van de bisdommen in 1559 onder Filips II, onder invloed van de politieke situatie (zie Bourgondische Kreits), werd Utrecht verheven tot aartsbisdom. Het gebied dat voortaan tot het aartsbisdom behoorde viel grosso modo samen met Utrecht, Zuid-Holland en een deel van Gelre. Nieuwe bisdommen uit het voormalige terrein van het bisdom Utrecht waren Deventer, Haarlem, Leeuwarden, Groningen en Middelburg. Deze situatie zou duren tot 1580, toen de uitoefening van het katholicisme in de stad Utrecht verboden werd.
Met de Reformatie verdween het (aarts)bisdom Utrecht voor honderden jaren uit de geschiedenis. De Republiek werd een zendingsgebied, waar een apostolisch vicaris met een titulair aartsbisschoppelijke zetel gelegen buiten het Heilige Roomse Rijk in partibus infidelium ( = "in het land der ongelovigen"), het bestuur voerde. In 1853 werd het aartsbisdom opnieuw opgericht bij het herstel van de bisschoppelijke hiërarchie.

## Staatskundige geschiedenis na 1529
In 1536 werd het bestuur in Sticht en Oversticht verdeeld tussen de stadhouders en de staten in respectievelijk Utrecht, Overijssel, Drenthe en Stad en Ommelanden.
In 1579 tekende Utrecht de "Unie van Utrecht", het verdrag waarmee de Republiek der Verenigde Nederlanden werd opgericht. In het verdrag van Westfalen van 1648 werd Utrecht ook formeel losgemaakt van het Duitse Rijk.